# Jean-Marc Aveline
Jean-Marc Noël Aveline (Sidi Bel Abbes, 26 dicembre 1958) è un cardinale e arcivescovo cattolico francese, dall'8 agosto 2019 arcivescovo metropolita di Marsiglia e dal 2 aprile 2025 presidente della Conferenza episcopale di Francia.

## Biografia
È nato a Sidi Bel Abbes, in Algeria quando era ancora colonia francese, in una famiglia di pieds-noirs; i suoi genitori cioè erano francesi, che in seguito della guerra d'Algeria e all'indipendenza del Paese (1962) furono costretti ad espatriare. La famiglia si rifugiò quindi nella regione parigina, a Vaires-sur-Marne. Nel 1966, dopo la morte della sorella minore, di appena un anno (ma anche lui e la sorella maggiore si ammalarono), il padre che era ferroviere per la SNCF ottenne il trasferimento nella più calda Provenza, a Marsiglia. Qui Jean-Marc Aveline ha frequentato il liceo. Dopo aver seguito il primo ciclo di teologia al seminario interdiocesano di Avignone, è entrato nel seminario carmelitano di Parigi.
Il 3 novembre 1984 è stato ordinato presbitero per l'arcidiocesi di Marsiglia; dal 1986 al 1991 è stato professore di teologia e direttore del seminario interdiocesano di Marsiglia e dal 1987 al 2007 vicario episcopale per la formazione permanente.
Dal 1991 al 1996 è stato responsabile del servizio diocesano per le vocazioni e delegato diocesano per i seminaristi, per poi diventare direttore dell'Istituto di scienza e teologia delle religioni di Marsiglia, ruolo ricoperto fino al 2002. Nel frattempo è stato direttore dell'Istituto cattolico del Mediterraneo. Nel 1997 è stato nominato insegnante alla facoltà di teologia dell'università cattolica di Lione.
Nel 2000 ha ottenuto il dottorato in teologia.
Dal 2007 al 2014 è stato vicario generale dell'arcidiocesi di Marsiglia, mentre era anche consultore del pontificio consiglio per il dialogo interreligioso.

### Ministero episcopale e cardinalato
Il 19 dicembre 2013 è stato nominato vescovo titolare di Simidicca e ausiliare di Marsiglia; ha ricevuto la consacrazione episcopale il 26 gennaio successivo dall'arcivescovo Georges Pontier, co-consacranti i cardinali Bernard Panafieu e Roger Etchegaray.
L'8 agosto 2019 è stato nominato da papa Francesco arcivescovo di Marsiglia. Ha preso possesso della cattedra arcivescovile il 15 settembre.
Il 29 maggio 2022, al termine del Regina Caeli, papa Francesco ha annunciato la sua creazione a cardinale; nel concistoro del 27 agosto seguente lo ha creato cardinale presbitero di Santa Maria ai Monti. Il 23 aprile 2023 ha preso possesso del titolo cardinalizio. 
Il 7 ottobre 2022 papa Francesco lo ha nominato membro del Dicastero per i vescovi e del Dicastero per il dialogo interreligioso.
Il 2 aprile 2025 è stato eletto presidente della Conferenza episcopale di Francia (con decorrenza dal 1º luglio); è succeduto all'arcivescovo Éric de Moulins-Beaufort.
Secondo diversi vaticanisti e giornalisti francesi, il presidente francese Emmanuel Macron ha cercato di promuovere la sua candidatura durante il pre-conclave.

## Stemma

### Blasonatura
D'azzurro alla nave di nero movente su un mare di 6 onde d'argento, velata dello stesso, accantonata a sinistra dallo scudetto di Marsiglia (d'argento alla croce d'azzurro) e a destra da una stella (6) d'oro.

### Descrizione dello stemma e del motto
- La nave che si muove sulle onde simboleggia la Chiesa, le cui vele sono spiegate dal vento dello Spirito Santo. Questa immagine quindi richiama il Popolo di Dio, l'Arca di Noè, lo strumento di salvezza  offerto a tutti gli uomini. La nave rappresenta anche il profondo legame del cardinale Aveline per il Mediterraneo, di cui conosce le due sponde, quella algerina in cui è nato e quella francese in cui ha vissuto sin da bambino e in cui ora svolge il suo ministero episcopale.

- La stella simboleggia tradizionalmente la Vergine Maria, invocata con il titolo di Stella Maris, sotto la cui protezione è affidato il cammino della Chiesa.

- La Croce azzurra su sfondo argentato è lo stemma proprio di Marsiglia, città a cui il cardinale Aveline è profondamente legato, poiché è la terra in cui è cresciuto e che ha servito dapprima come diacono, poi come presbitero e come vescovo ausiliare e infine come arcivescovo e cardinale. Da notare, inoltre, che lo stemma di Marsiglia è composto da colori tipicamente mariani che unitamente alla stella dello stemma richiamano il motto personale del cardinale Aveline.

- Il motto del cardinale Aveline, scritto in latino, è "Fiat mihi secundum verbum tuum", che tradotto significa "Si compia in me secondo la tua parola" e che fa riferimento alle parole pronunciate dalla Vergine Maria nell'Annunciazione, così come viene riportato dal Vangelo di Luca e che esprimono quel senso di umiltà e di disponibilità alla volontà di Dio in tutte le cose, attraverso cui il cardinale Aveline vuole vivere il suo servizio nella Chiesa, sia al livello locale, come arcivescovo di Marsiglia, che al livello universale, come Cardinale di Santa Romana Chiesa.

## Genealogia episcopale e successione apostolica
La genealogia episcopale è:
- Cardinale Scipione Rebiba
- Cardinale Giulio Antonio Santori
- Cardinale Girolamo Bernerio, O.P.
- Arcivescovo Galeazzo Sanvitale
- Cardinale Ludovico Ludovisi
- Cardinale Luigi Caetani
- Cardinale Ulderico Carpegna
- Cardinale Paluzzo Paluzzi Altieri degli Albertoni
- Papa Benedetto XIII
- Papa Benedetto XIV
- Papa Clemente XIII
- Cardinale Marcantonio Colonna
- Cardinale Giacinto Sigismondo Gerdil, B.
- Cardinale Giulio Maria della Somaglia
- Cardinale Carlo Odescalchi, S.I.
- Vescovo Eugène de Mazenod, O.M.I.
- Cardinale Joseph Hippolyte Guibert, O.M.I.
- Cardinale François-Marie-Benjamin Richard
- Vescovo Marie-Prosper-Adolphe de Bonfils
- Cardinale Louis-Ernest Dubois
- Arcivescovo Jean-Arthur Chollet
- Arcivescovo Héctor Raphaël Quilliet
- Vescovo Charles-Albert-Joseph Lecomte
- Cardinale Achille Liénart
- Vescovo Jean-Baptiste-Etienne Sauvage
- Cardinale Robert-Joseph Coffy
- Arcivescovo Georges Pontier
- Cardinale Jean-Marc Noël Aveline

La successione apostolica è:
- Cardinale François-Xavier Bustillo, O.F.M.Conv. (2021)
- Arcivescovo Christian Delarbre (2022)